# Cruz Llorada
Cruz Llorada är en ort i Mexiko.   Den ligger i kommunen Heroica Ciudad de Tlaxiaco och delstaten Oaxaca, i den sydöstra delen av landet, 280 km sydost om huvudstaden Mexico City. Cruz Llorada ligger 2 111 meter över havet och antalet invånare är 435.
Terrängen runt Cruz Llorada är lite kuperad. Runt Cruz Llorada är det ganska tätbefolkat, med 83 invånare per kvadratkilometer. Närmaste större samhälle är Heroica Ciudad de Tlaxiaco, 2,6 km sydväst om Cruz Llorada. I omgivningarna runt Cruz Llorada växer huvudsakligen savannskog.